# Nippon Steel
Nippon Steel Corporation (日本製鐵株式會社 Nippon Seitetsu Kabushiki-gaisha?), också kallat Nittetsu (日鐡?) är en japansk stålproducent. Företaget bildades 2012 när Nippon Steel och Sumitomo Metal gick samman. Nippon Steel bildades 1970 genom en sammanslagning av Fuji Iron & Steel och Yawata Iron & Steel. Nippon Steel Corporation är världens tredje största stålproducent med en produktion på 47,4 miljoner ton råstål år 2017.

## Historik
Nippon Steel etablerades i och med sammanslagningen av Yawata Iron & Steel (八幡製鉄 Yawata Seitetsu) och Fuji Iron & Steel (富士製鉄 Fuji Seitetsu). Nippon Steel hamnade i en ekonomisk kris 1981 och blev tvungna att stänga flera ugnar. Företaget började då med svampodling och erbjöd anställda förtidspensionering istället för att sparka anställda.

### Sammanslagningen 2012
Nippon Steel och Sumitomo Metal Industries annonserade 2011 att de planerade att gå samman. Nippon Steel hade då en årsproduktion på 26,5 miljoner ton stål och Sumitomo hade en årsproduktion på 11 miljoner ton. I och med sammanslagningen den 1 oktober 2012 blev det nya företaget Nippon Steel & Sumitomo Metal Corporation världens då näst största ståltillverkare. Aktien finns listad på Tokyo börsen under nummer 5401 (Nippon Steels tidigare nummer) Verksamhetens logistikavdelningar slogs samman den 1 april 2013, under namnet "Nippon Steel & Sumikin Logistics Co., Ltd."som är helägt av 100 % Nippon Steel & Sumitomo Metal Corporation. Den 1 april 2019 bytte företaget namn till det nuvarande.

## Största stålverken
- Muroran, Hokkaido
- Kamaishi, Iwate
- Kimitsu, Chiba
- Tokyo
- Tōkai, Aichi (Nagoya)
- Sakai, Osaka
- Himeji, Hyōgo (Hirohata)
- Hikari, Yamaguchi
- Kitakyushu, Fukuoka (Yahata)
- Oita, Oita
- Kashima, Ibaraki
- Jōetsu, Niigata (Naoetsu)
- Amagasaki, Hyōgo
- Osaka
- Wakayama
- Kitakyushu, Fukuoka (Kokura)

### Samriskföretag (med ArcelorMittal)
- New Carlisle i Indiana i USA (byggt 1991)[9]
- AM/NS Calvert. Tidigare ThyssenKrupp Steel USA, och är lokerat i Calvert i Alabama. Verket blev uppköpt av ThyssenKrupp genom ett samriskföretag med ArcelorMittal i februari 2014. Det bytte sedan namn till det nuvarande namnet AM/NS Calvert.[10]